# Veresegyház
Veresegyház  este un oraș în districtul Gödöllő, județul Pesta, Ungaria, având o populație de 15.475 de locuitori (2011). 

## Demografie
Componența etnică a orașului Veresegyház
     Maghiari (95,89%)
     Necunoscut (1,09%)
     Alții (3,02%)
Componența confesională a orașului Veresegyház
     Romano-catolici (30,44%)
     Fără religie (19,74%)
     Reformați (13,99%)
     Atei (2,29%)
     Luterani (1,47%)
     Necunoscută (31,19%)
     Alte religii (3,37%)
Conform recensământului din 2011, orașul Veresegyház avea 15.475 de locuitori. Din punct de vedere etnic, majoritatea locuitorilor (95,89%) erau maghiari. Apartenența etnică nu este cunoscută în cazul a 1,09% din locuitori. Nu există o religie majoritară, locuitorii fiind romano-catolici (30,44%), persoane fără religie (19,74%), reformați (13,99%), atei (2,29%) și luterani (1,47%). Pentru 31,19% din locuitori nu este cunoscută apartenența confesională.